# Розвідувальна авіація

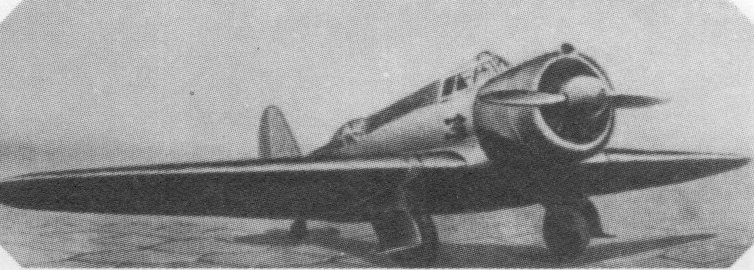
Радянський розвідувальний літак Р-10.

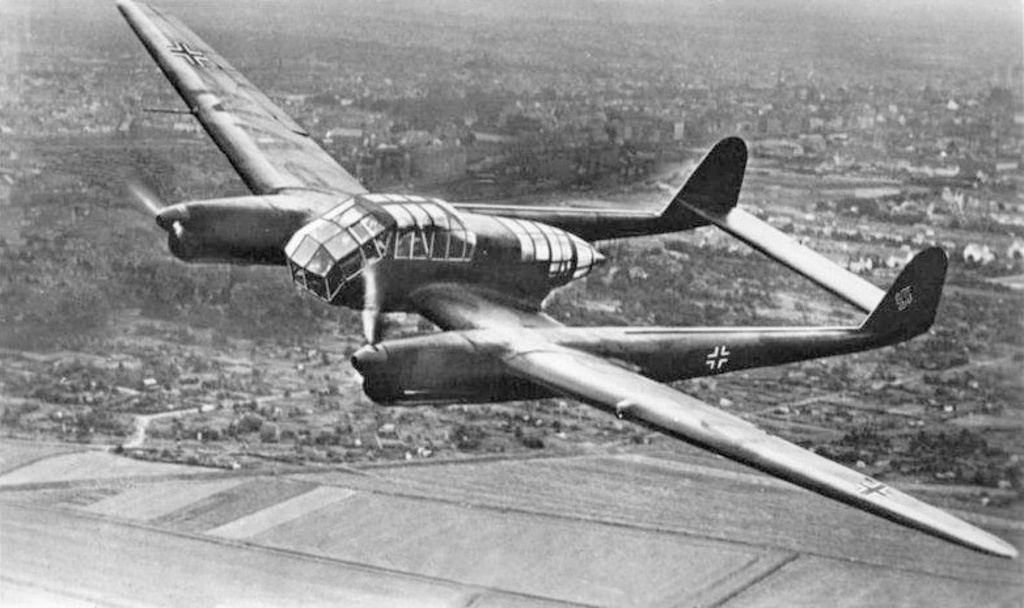
Літак-розвідник Focke-Wulf Fw 189 Uhu. Люфтваффе.

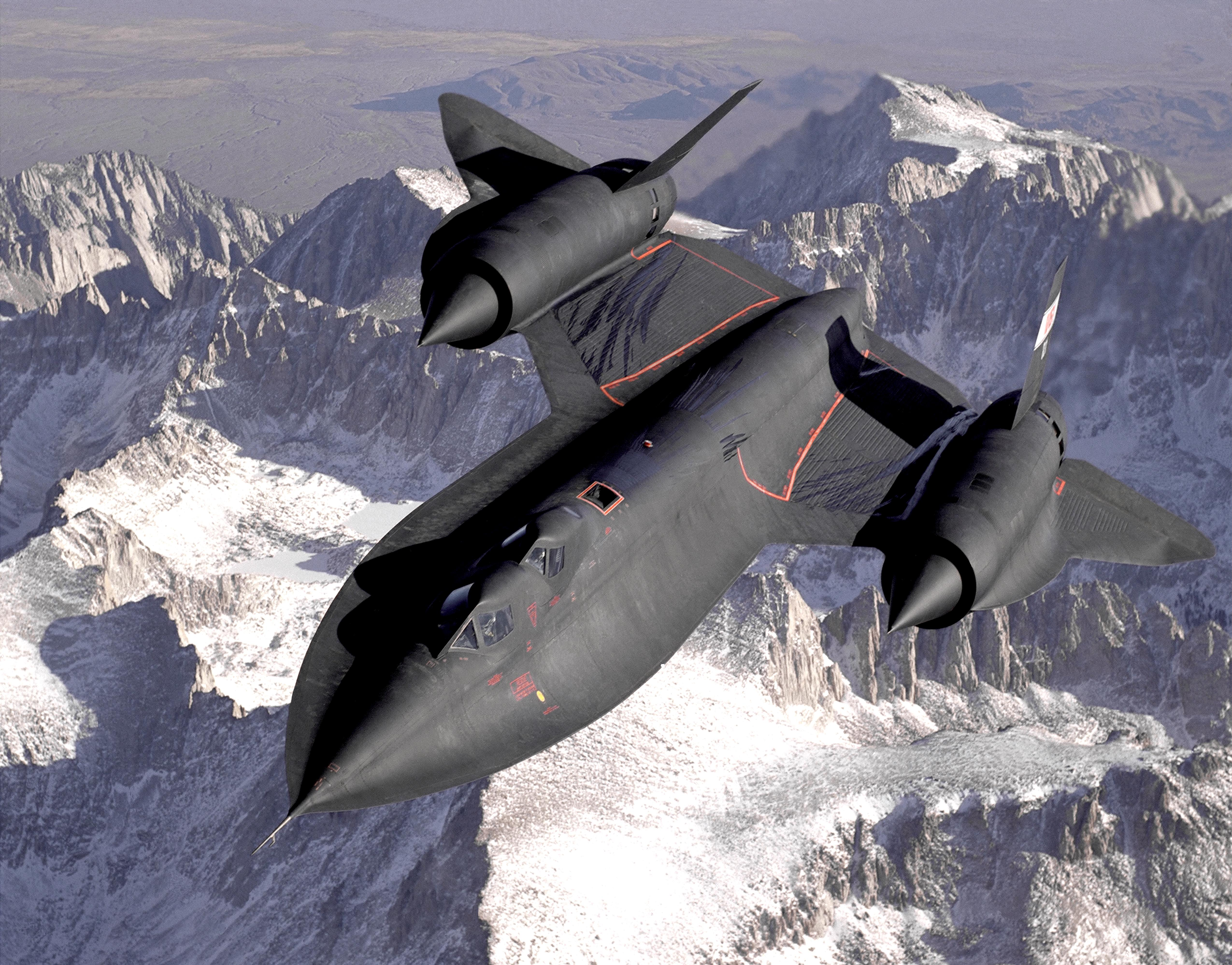
Стратегічний розвідувальний літак SR-71 Blackbird

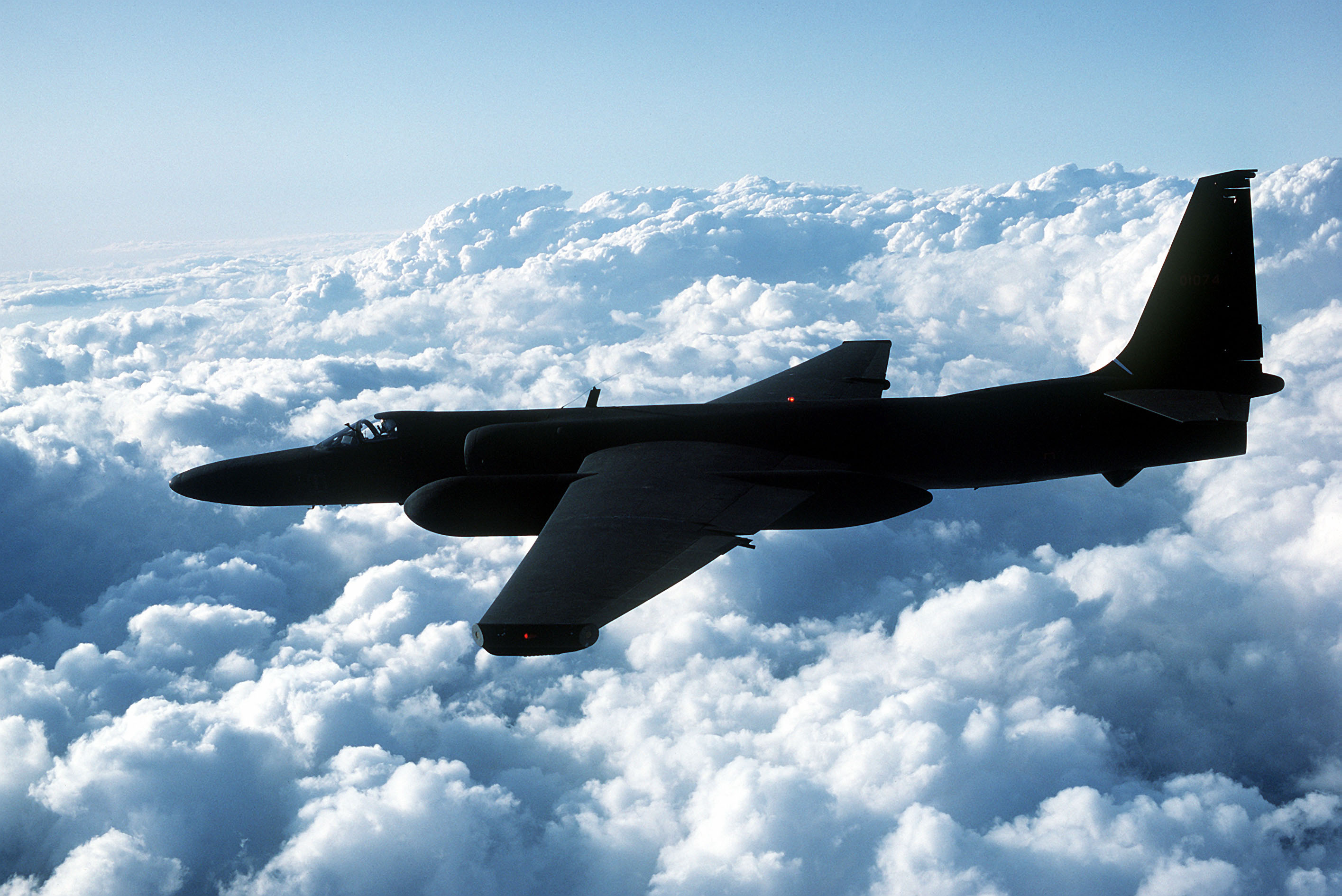
Розвідувальний літак Lockheed U-2, США

Розві́дувальна авіа́ція — рід стратегічної або тактичної (фронтової) авіації ВПС та авіації ВМС, призначений для ведення повітряної розвідки з метою добування відомостей про противника на сухопутних і морських (океанських) театрах військових дій. У арміях найбільш розвинутих країн розвідувальна авіація має на озброєнні пілотовані літаки і безпілотні засоби із спеціальним технічним обладнанням, що дозволяє вести розвідку вдень і вночі різними способами: візуально, фотографуванням і радіолокаційним виявленням.

## Класифікація розвідувальної авіації
Розвідувальна авіація поділяється на стратегічну, оперативну і тактичну.
Стратегічна розвідувальна авіація призначена для забезпечення головного командування необхідними розвідданими про стратегічні об'єкти противника, розташованих в його глибокому тилу.
Оперативна розвідувальна авіація призначена для здобування в інтересах командування об'єднань (з'єднань) видів збройних сил і родів військ розвідувальних даних, необхідних для підготовки та ведення фронтових і армійських операцій, а також операцій, що проводяться флотами і Повітряними силами.
Тактична розвідувальна авіація діє в інтересах командування з'єднань і частин видів Збройних сил і родів військ з метою забезпечення їх розвідувальними даними, необхідними для організації і ведення бою. Основні зусилля тактичної розвідувальної авіації зосереджуються на об'єктах, що знаходяться на полі бою і в тактичній глибині.
Основною формою застосування розвідувальної авіації є повітряна розвідка, яка ведеться шляхом:
- візуального спостереження, аерофоторозвідки;
- розвідки за допомогою радіоелектронних засобів.